# Edoardo Salmeri

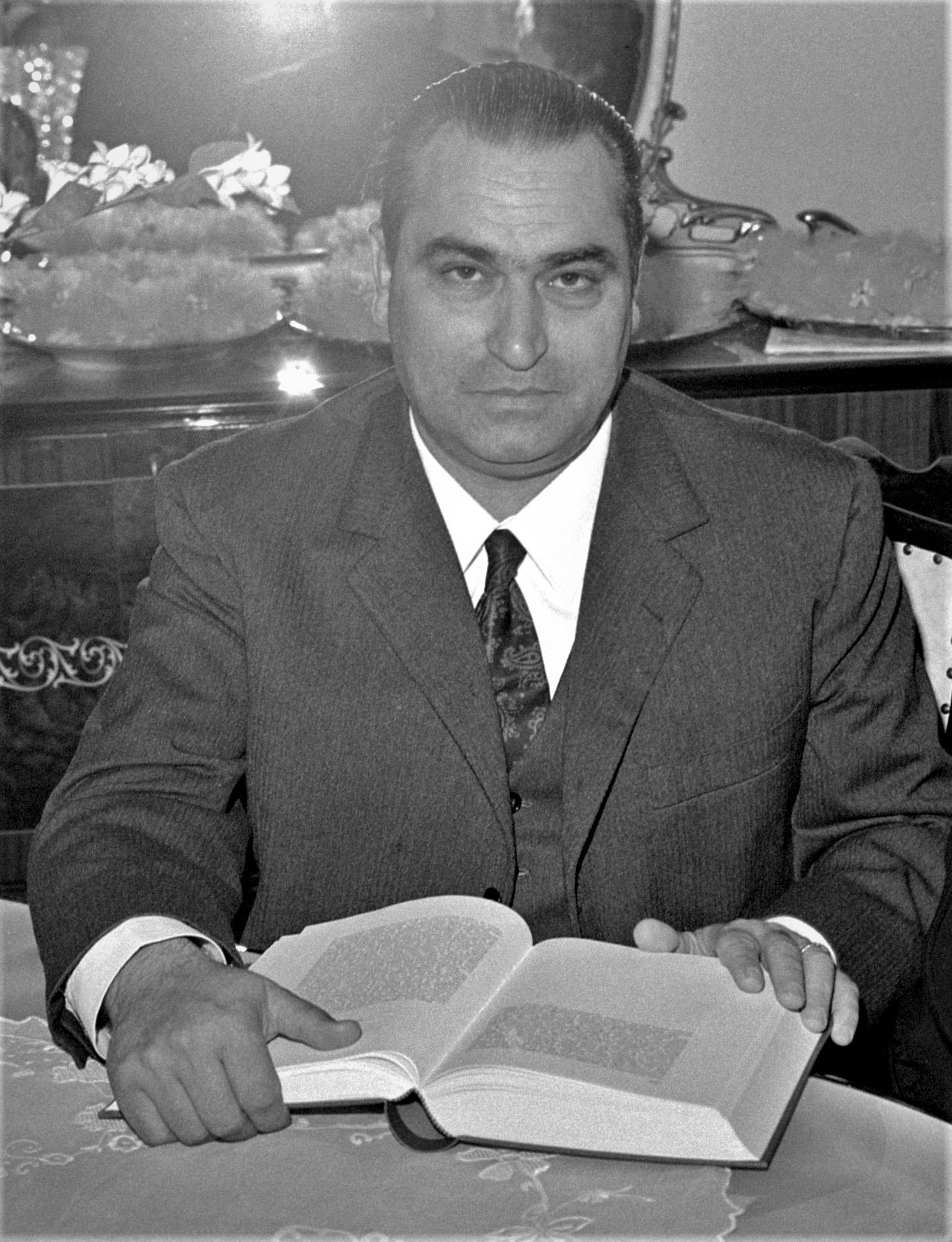
Edoardo Salmeri (1986)

Edoardo Salmeri (ur. 1 lutego 1925 w Villabate, zm. 6 grudnia 1992 w Nola) – włoski poeta.

## Życiorys
Jego ojciec Giacomo był kompozytorem i dyrektorem orkiestry, a jego matka Maria Porcelli była nauczycielką. Po ukończeniu szkoły średniej i studiów uniwersyteckich w Palermo, obronił pracę dyplomową z dziedziny filologii klasycznej w 1947. Zmarł w wieku 68 lat, spoczywa na cmentarzu w Villabate.
Jednym z ulubionych ideałów Edoarda Salmeriego był ideał sprawiedliwości społecznej. Był on głęboko oddany pracy nauczyciela, przekonany, iż jedynie uwolnienie od niewiedzy może zagwarantować wyzwolenie społeczne.

## Najważniejszy poemat
Postacią, która wywarła największy wpływ na jego życie i ideały był Giuseppe Garibaldi. Właśnie na cześć tego włoskiego bohatera poeta napisał swoje największe arcydzieło „Il Cavaliere dell’Umanità” (pl:„Rycerz Ludzkości”). Jest to poemat epicki liczący 27.000 wersów. Do czasu wydania tego poematu poezja wychwalająca czyny Garibaldiego była fragmentaryczna (m.in. “Rapsodie garibaldine” Giovanni Marradiego, "Notti di Caprera” autorstwa Gabriele D’Annunzio). Kompletne wydanie zostało opublikowane w 1982 roku, czyli w setną rocznicę śmierci Garibaldiego. W ocenie komentatorów przez dzieło prześwituje osobowość poety, wielkiego idealisty i artysty, który przedstawiając postać Garibaldiego nie miał na celu jedynie odniesienie się do niego jako postaci mającej wpływ na zjednoczenie Włoch, ale także ukazanie go jako człowieka obdarzonego wielką życzliwością, jako mistrza i orędownika ideałów sprawiedliwości i powszechnego braterstwa, jako obrońcy słabych i ciemiężonych.

### Przyjęcie przez krytykę
Poemat Rycerz Ludzkości został dobrze przyjęty przez krytykę, która zwróciła uwagę nie tylko na jego interesująca warstwę historyczną i moralną, ale także jego artystyczną i literacką stronę. Pozytywnie na temat poematu wypowiedzieli się m.in. Benedetto Croce, Luigi Russo, Mario Sansone, Mario Santoro, Umberto Panozzo, Alfonso Pellegrinetti. Dzieło zostało docenione również poza granicami Włoch. Polski krytyk Bronisław Biliński określił pisarza jako “Tasso epoki Garibaldiego”. Rosyjska italianistka Ludmiła Ilinskaja określiła poemat "cenną perłą", zaś dla holenderskiej poetki Elisabetty Booms jest to "cudowna kreacja, która zadziwia". Dla Petera Sammartino z Uniwersytetu Rutherford (New Jersey, USA) „dzieło to jest wyjątkową książką godną tego, aby znajdować się we wszystkich księgarniach”. Podziw nad dziełem wyraził także John Woodhouse z Uniwersytetu w Oxfordzie, którego uderzyła zwłaszcza obszerność kompozycji będącej "owocem niewyczerpanego natchnienia poetyckiego".

### Przyjęcie w Polsce
Znaczące są również recenzje publikowane w polskiej prasie przez Eugeniusza Kabatca, przedstawiciela Ministerstwa Kultury oraz Eugeniusza Labusia z Uniwersytetu Śląskiego w Katowicach, którzy uznali, iż poemat Salmeriego stanowi włoski odpowiednik polskiego „Pana Tadeusza”, tj. epopeję narodową, której do tej pory Włochom brakowało.

### Wyróżnienia i nagrody
Edoardo Salmeri rozporządzeniem Prezydenta Republiki Włoskiej Sandro Pertini został nagrodzony przez włoskie Ministerstwo Oświaty dyplomem sztuki i kultury. Dzieło zostało także docenione przez polityków, m.in. Giuseppe Saragat, który jako głowa państwa w 1970 roku przekazał swoje gratulacje prezesowi Istituto Internazionale di Studi Garibaldini (Międzynarodowy Instytut Garibaldiego) oraz Giovanniego Spadolini, premiera, który w liście pochwalnym, skierowanym bezpośrednio do Edoardo Salmeriego, otwarcie docenił wartość i wagę dzieła.